# Уолкер-Смит, Ким
Ким Уолкер-Смит (Kim Walker-Smith) — одна из членов-основателей движения «Jesus Culture», религиозный лидер, лидер поклонения, певица, автор песен, президент музыкального лейбла «Jesus Culture Music». Ведя сольную карьеру, она также является членом музыкальной группы «Jesus Culture» и вместе со своим мужем, Скайлером Смитом, они являются старшими лидерами команды служения «Jesus Culture». Вместе они ведут поклонение и учат по всему миру.
Ким Уолкер-Смит быстро стала одним из самых сильных женских голосов в христианской музыке. Она является ревностным лидером поклонения с помазанием привести целое поколение к встрече с Богом. Её страстное и свободное поклонение стало ключевым для движения поклонения, которое в настоящее время происходит по всему миру. Основное желание Ким Уолкер-Смит — увидеть людей, преобразованных переживанием Божьей любви, а также, чтобы это поколение увидело себя так, как Бог видит их. Она желает взращивать лидеров поклонения, ободрять женщин достигать свои мечты.  Ким была частью «Jesus Culture» с самого начала и несколько лет служила как президент музыкального лейбла «Jesus Culture Music». Ее влияние распространяется за пределы музыки, так как она является востребованным спикером и влиятельным христианским лидером. Ким замужем за Скайлером Смитом, у них двое сыновей и дочь.

## Биография
Ким Уолкер-Смит (Кимберли Дон Уолкер) родилась 19 декабря 1981 в Олбани, штат Орегон, и выросла в небольшом фермерском городке Кламат-Фолс. Семья Ким была очень музыкальной, и она первый раз вышла на сцену в 3 года. Ким росла, занимаясь пением, и принимала активное участие в музыкальном театре.
Бабушка и дедушка были посвященными христианами и в раннем детстве часто брали ее в церковь. Но в то время это было больше традицией для нее. Ее родители развелись, когда ей было 4 года. После этого у нее было три отчима. Последний из них был посвященным христианином. В возрасте 11 лет Ким Уолкер-Смит пережила крещение Святым Духом в христианском лагере. Однако из-за трудностей, испытанных в детстве, еще не посвятила свою жизнь Богу. Когда Ким исполнилось 18 лет, она пережила  особенную встречу с Богом, изменившую ее жизнь и глубоко повлиявшую на ее веру.
Окончив школу, Ким получила стипендию для изучения музыки в Университете Орала Робертса, штат Оклахома, но по Божьему водительству, поехала в г. Реддинг и поступила в христианский университет Симпсон (Simpson University). В Реддинге она случайно обнаружила церковь Вефиль (Bethel Church (Redding)) и стала посещать ее. Она присоединилась к служению "Jesus Culture" (тогда молодежное служение поместной церкви, сейчас - христианское движение и церковь), лидером которого является Беннинг Либшер. С 1999 года служение проводило поместные молодежные конференции. Она стала одним из лидеров, помогая в работе с молодежью. После года обучения, Ким оставила университет, чтобы поступить в «Вефильскую школу сверхъестественного служения» (BSSM) Завершив двухгодовую программу обучения, через 2 года после выпуска она стала пастором поклонения церкви Вефиль. В это время она также провела год в церкви «Morning Star» (пастор Рик Джойнер - Rick Joyner) в г. Шарлотт, Северная Каролина, где обучалась пророческому поклонению. Особенное влияние на нее оказала Сюзи Ярай.
Вернувшись в Реддинг, Ким продолжала принимать участие в проведении поместных молодежных конференций Jesus Culture. В 2006 году они выпустили альбом с записью поклонения на конференции. Песня «How He loves us» («Как Он любит нас») из этого альбома, которую исполняла Ким Уолкер-Смит, случайно попала на YouTube, и сразу же набрала 250 тыс. просмотров (сейчас: 27 млн). Момент пророческого поклонения в песне повлиял на многих людей по всему миру. Люди писали Ким Уолкер-Смит, что получили особенное откровение о Божьей любви и обретали свободу от стыда, некоторые переживали рождение свыше.  Уолкер-Смит написала так об этой песне: "Прошло почти 20 лет с тех пор, как я записала эту песню. Я люблю слушать все истории о том, как Бог использовал эту песню, чтобы касаться сердец и изменять жизни. Бог все еще действует через эту песню сегодня! Спасибо Джону Марку Макмиллану (John Mark McMillan) за то, что написал такой крик сердца, который помог родить поколение поклонников". После этого "Jesus Culture" стало всемирно известным служением, проводя конференции, вечера поклонения, обучая лидеров в разных странах.
В 2008 году вышел первый сольный альбом Ким Уолкер-Смит “Here Is My Song” 
В 2009 году Ким Уолкер вышла замуж за фотографа и лидера поклонения Скайлера Смита.
В 2013 году они выпустили совместный альбом «Home».  Также в этом году вышел сольный альбом «Still Believe», посвященный исцелению. Он был записан на служении в театре "Каскад"  г. Реддинг. (Cascade Theatre). Эти альбомы достигли 2-го места в чарте христианских альбомов Billboard.
В 2014 году вышел альбом рождественской музыки «When Christmas Comes», включающий в себя популярные песни и известные христианские гимны. Он достиг верхней половины чарта Billboard 200.
Несколько лет Ким Уолкер-Смит была президентом музыкального лейбла “Jesus Culture”.
В 2014 году Jesus Culture основали церковь в г. Сакраменто, штат Калифорния. Ким Уолкер-Смит со своим мужем переехали в Сакраменто и приняли активное участие в насаждении церкви. Она входит в старшую команду лидеров, неся ответственность по принятию решений.
В 2017 году вышел студийный альбом On My Side, который достиг 1-го места в чарте христианских альбомов Billboard с тиражом 9000 (7000 при традиционных продажах).
В 2019 году Ким Уолкер-Смит написала автобиографическую книгу «Brave Surrender: Let God's Love Rewrite Your Story» ("Храбрая капитуляция: позвольте Божьей любви переписать вашу историю"), в которой описала свое свидетельство, как откровение о Божьей любви изменило ее жизнь, и рассказала о своем пути с Богом.
В 2020 году вышел альбом “Wild Heart”, записанный во время служения поклонения в театре "Каскад" г. Реддинг.
В течение многих лет Ким Уолкер-Смит является одним из наставников "Worship Circle" (программа, обучающая лидеров поклонения;  наставники: Todd Fields, Paul Baloche, Rita Springer, Tasha Cobbs Leonard и др.).
Ким Уолкер-Смит является влиятельным христианским лидером и  востребованным спикером на христианских конференциях, а также на семинарах и мастер-классах для лидеров поклонения, авторов песен. Она многими считается пионером пророческого поклонения.
Ким Уолкер-Смит горячо верит в Божью любовь к людям, изменяющую силу Святого Духа и встречу с Божьим Присутствием. Ее музыка достигла миллионов людей по всему миру, пересекая границы и деноминации, высвобождая прорыв, исцеление и надежду. Главным приоритетом для Ким является любить Бога и следовать Его водительству, а также приглашать тех, кого она ведет, следовать за Ним вместе с ней. Ведя поклонение уже 20 лет и имея бесстрашное сердце, Ким продолжает приводить других людей в глубокие, более личные отношения с Живым Богом.

## Музыкальная карьера
Ким Уолкер-Смит сделала свою дебютную запись в первом альбоме Jesus Culture Music «Everything», и через два года вышел её сольный альбом «Here Is My Song» под именем Ким Уолкер (Kim Walker). Дальнейшие релизы «Jesus Culture» и её брак с фотографом Скайлером Смитом (Skyler Smith) удерживали её от возвращения к сольной карьере, пока в 2013 году не появился живой альбом «Still Believe» под именем Ким Уолкер-Смит. Позже в том же году Смиты объединили усилия в создании фольклорного альбома «Home», а в 2014 году Ким Уолкер-Смит презентовала свой первый сезонный альбом «When Christmas Comes». Он вошел в топ «Billboard 200». «On My Side»  - её первая LP запись, состоящая только из оригинальных песен, без кавер-версий,  - вышла в 2017 году. Она одинаково хорошо прошла как по христианским, так и поп-чартам, и  побудила к выпуску живого концертного альбома «On My Side» в начале 2018 года.
В 2018 г. "Jesus Culture" была номинирована на «Лучший альбом современной христианской музыки» на 61-й ежегодной премии «Грэмми» за свой альбом «Living With a Fire».